# Dinamarca en los Juegos Paralímpicos de Pekín 2008
Dinamarca estuvo representada en los Juegos Paralímpicos de Pekín 2008 por un total de 39 deportistas, 23 hombres y 16 mujeres.

## Medallistas
El equipo paralímpico danés obtuvo las siguientes medallas:
| Nombre                                                                                | Deporte       | Evento                                       |
| ------------------------------------------------------------------------------------- | ------------- | -------------------------------------------- |
| Oro                                                                                   |               |                                              |
| Jackie Christiansen                                                                   | Atletismo     | Peso F44 masculino                           |
| Karina Lauridsen                                                                      | Natación      | 150 m estilos SM4 femenino                   |
| Peter Rosenmeier                                                                      | Tenis de mesa | Individual 6 masculino                       |
| Plata                                                                                 |               |                                              |
| Jackie Christiansen                                                                   | Atletismo     | Disco F44 masculino                          |
| Annika Lykke Dalskov                                                                  | Hípica        | Doma individual grado III mixto              |
| Bronce                                                                                |               |                                              |
| Kamilla Ryding Karina Jørgensen Maria Larsen Mette Nissen Lykke Vedsted Ninna Thomsen | Golbol        | Torneo femenino                              |
| Caroline Cecilie Nielsen                                                              | Hípica        | Doma individual grado II mixto               |
| Annika Lykke Dalskov                                                                  | Hípica        | Doma individual estilo libre grado III mixto |
| Karina Lauridsen                                                                      | Natación      | 50 m espalda S5 femenino                     |